# Чжан Инин
Чжан Ини́н (кит. упр. 张怡宁, пиньинь Zhāng Yíníng; род. 5 октября 1981 года, Пекин) — китайская спортсменка, игрок в настольный теннис, четырёхкратная олимпийская чемпионка, 10-кратная чемпионка мира, 4-кратная обладательница Кубка мира, экс-первая ракетка мира.
Чжан Инин играла в настольный теннис с 5 лет, с 14 лет выступала за национальную команду Китая. Свою первую победу в одиночном разряде на турнирах Про-тура одержала в 1998 году в Малайзии. С тех пор выиграла более 30 титулов в одиночном разряде, в том числе четыре на «Гранд-финалах» (2000, 2002, 2005, 2006), и более 20 титулов в парном разряде, в том числе 2 «Гранд-финала» (2004, 2006).
В январе 2003 года возглавила мировой рейтинг и, с небольшим перерывом, удерживалась на первом месте вплоть до своего ухода из спорта.
Чжан вышла замуж в октябре 2009 года и с тех пор не выступала на турнирах. Она объявила о своём уходе из международного спорта в 2011 и уехала в США учиться в Университете Висконсина-Мэдисона в дополнение к изучению английского языка.
В 2008 году была удостоена чести произнести Олимпийскую клятву от имени всех олимпийцев на церемонии открытия Олимпийских игр в Пекине.